# Örebro läns hembygdsförbund

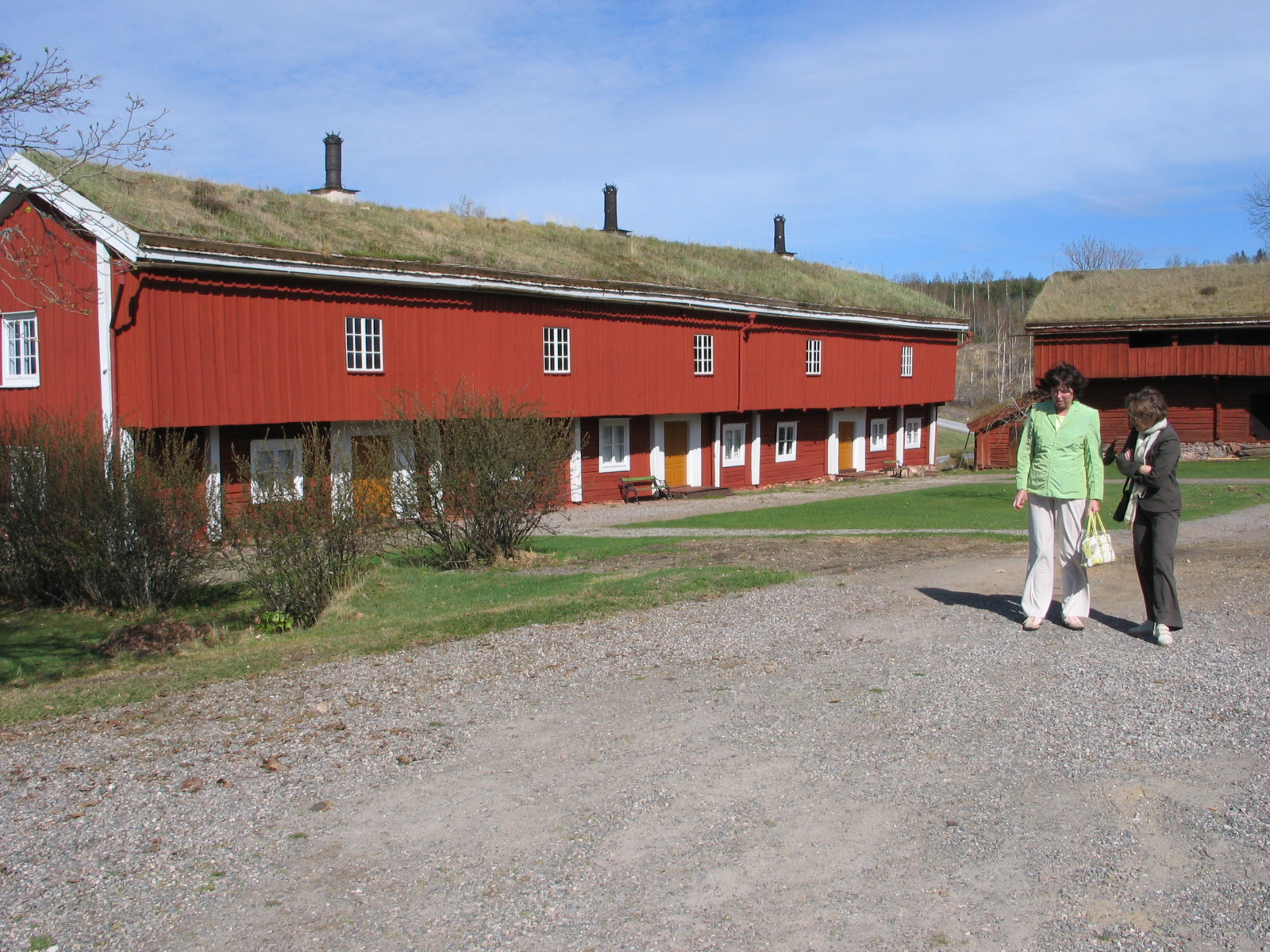
Siggebohyttans bergsmansgård

Örebro läns hembygdsförbund är en svensk ideell förening, som samlar drygt 70 hembygdsföreningar, lokalhistoriska föreningar och byalag i Örebro län.
Örebro läns hembygdsförbund gav 1935-2010 ut årsboken Från Bergslag och bondebygd tillsammans med Örebro läns museum.
Hembygdsförbundet köpte 1910 Siggebohyttans bergsmansgård och iordningställde den till ett hembygdsmuseum år 1929, då gården restaurerades och tidstrogna möbler och andra inventarier samlades ihop. Fastigheten ägs idag av Örebro läns museum. och byggnadsminnesförklarades 1970.
Örebro läns hembygdsförbund är tillsammans med bland andra Örebro läns landsting huvudman för Stiftelsen Örebro läns museum. Det är anslutet till Sveriges hembygdsförbund.